# Puig Bronzer
Puig Bronzer är ett berg i Spanien.   Det ligger i provinsen Província de Girona och regionen Katalonien, i den östra delen av landet, 500 km öster om huvudstaden Madrid. Toppen på Puig Bronzer är 934 meter över havet, eller 204 meter över den omgivande terrängen. Bredden vid basen är 2,3 km. Puig Bronzer ingår i Serra de les Medes.
Terrängen runt Puig Bronzer är huvudsakligen kuperad, men västerut är den bergig.Runt Puig Bronzer är det ganska glesbefolkat, med 42 invånare per kvadratkilometer. Närmaste större samhälle är Olot, 4,9 km norr om Puig Bronzer. I omgivningarna runt Puig Bronzer växer i huvudsak blandskog.